# Diócesis de Rímini
La diócesis de Rímini (en latín: Dioecesis Ariminensis y en italiano: Diocesi di Rimini) es una circunscripción eclesiástica de la Iglesia católica en Italia. Se trata de una diócesis latina, sufragánea de la arquidiócesis de Ravena-Cervia. Desde el 17 de noviembre de 2022 su obispo es Nicolò Anselmi.

## Territorio y organización
La diócesis tiene 781 km² y extiende su jurisdicción sobre los fieles católicos de rito latino residentes en:
- la provincia de Rímini de la región de Emilia-Romaña, comprendiendo las comunas de: Bellaria-Igea Marina, Cattolica, Coriano, Gemmano, Misano Adriatico, Mondaino, Montefiore Conca, Montegridolfo, Montescudo-Monte Colombo, Morciano di Romagna, Poggio Torriana, Riccione, Rímini, Saludecio, San Clemente, San Giovanni in Marignano y Verucchio;
- la provincia de Forlì-Cesena de la región de Emilia-Romaña, comprendiendo las comunas de: San Mauro Pascoli, Savignano sul Rubicone, Borghi, Roncofreddo (en parte) y Sogliano al Rubicone (en parte);
- la provincia de Pesaro y Urbino de la región de Marcas, comprendiendo las comunas de: Tavoleto, Sassocorvaro Auditore (en parte) y Urbino (una pequeña parte).

La sede de la diócesis se encuentra en la ciudad de Rímini, en donde se halla la Catedral basílica de Santa Colomba (conocido como Tempio malatestiano).
En 2022 en la diócesis existían 115 parroquias agrupadas en 6 vicariatos: Urbano, Valmarecchia, Litorale nord, Litorale sud, Savignano-Santarcangelo y Valconca

## Historia
Tradicionalmente se atribuye la fundación de la diócesis de Rímini al siglo III y se reconoce a Gaudencio como protoobispo. El primer obispo históricamente documentado fue Stemnio, que participó en el sínodo romano del año 313. En el año 359 se celebró en Rímini el concilio del mismo nombre, convocado por el emperador Constancio II para conciliar las posiciones de arrianos y nicenos.
La diócesis siempre estuvo inmediatamente sujeta a la Santa Sede hasta 1604 cuando pasó a formar parte de la provincia eclesiástica de Ravena.
El obispo Giulio Parisani fue responsable de la creación del seminario diocesano, inaugurado el 18 de marzo de 1568, que fue reconstruido por Ludovico Valenti en el siglo XVIII.
En 1777 Rímini cedió 9 parroquias a la diócesis de Cesena.
En la diócesis de Rímini en el siglo XVIII nacieron dos personalidades de la Iglesia: Giovanni Vincenzo Ganganelli, que se convirtió en papa con el nombre de Clemente XIV, y Giuseppe Garampi, responsable de la estructuración moderna del Archivo Apostólico Vaticano.
En 1809 el Templo Malatesta se convirtió en la nueva sede de la Catedral de Santa Colomba. La antigua catedral, originalmente dedicada quizás al Espíritu Santo en forma de paloma, fue construida cerca de las murallas romanas en lo que hoy es Piazza Malatesta y, con su consagración como catedral (1154), también fue dedicada a santa Colomba de Sens. Fue derribado en 1815.
El 22 de febrero de 1977 mediante el decreto Proprius dioecesis de la Congregación para los Obispos, cedió cuatro parroquias a la diócesis de San Marino-Montefeltro y recibió de la misma diócesis un territorio en la comuna de Sogliano al Rubicone.
Del 22 de febrero de 1977 al 25 de mayo de 1995 estuvo unida in persona episcopi a la diócesis de San Marino-Montefeltro.
El 29 de agosto de 1982 la diócesis recibió la visita pastoral del papa Juan Pablo II.

## Estadísticas
Según el Anuario Pontificio 2023 la diócesis tenía a fines de 2022 un total de 285 800 fieles bautizados.
| Año                                                                             | Población            | Población | Población      | Sacerdotes | Sacerdotes    | Sacerdotes    | Bautizados por sacerdote | Diáconos permanentes | Religiosos | Religiosos | Parroquias |
| Año                                                                             | Bautizados católicos | Total     | % de católicos | Total      | Clero secular | Clero regular | Bautizados por sacerdote | Diáconos permanentes | Varones    | Mujeres    | Parroquias |
| ------------------------------------------------------------------------------- | -------------------- | --------- | -------------- | ---------- | ------------- | ------------- | ------------------------ | -------------------- | ---------- | ---------- | ---------- |
| 1950                                                                            | 185 050              | 185 100   | 100.0          | 271        | 225           | 46            | 682                      |                      | 67         | 441        | 145        |
| 1969                                                                            | ?                    | 255 106   | 0.0            | 281        | 221           | 60            | ?                        |                      | 73         | 787        | 139        |
| 1980                                                                            | 274 562              | 275 630   | 99.6           | 292        | 219           | 73            | 940                      |                      | 83         | 660        | 173        |
| 1990                                                                            | 285 000              | 286 500   | 99.5           | 257        | 207           | 50            | 1108                     | 6                    | 59         | 539        | 138        |
| 1999                                                                            | 286 559              | 301 641   | 95.0           | 241        | 201           | 40            | 1189                     | 9                    | 54         | 515        | 123        |
| 2000                                                                            | 289 934              | 305 193   | 95.0           | 241        | 201           | 40            | 1203                     | 9                    | 53         | 515        | 123        |
| 2001                                                                            | 293 292              | 308 728   | 95.0           | 240        | 195           | 45            | 1222                     | 11                   | 59         | 494        | 123        |
| 2002                                                                            | 295 846              | 311 416   | 95.0           | 238        | 188           | 50            | 1243                     | 11                   | 64         | 495        | 123        |
| 2003                                                                            | 299 508              | 315 272   | 95.0           | 234        | 186           | 48            | 1279                     | 14                   | 62         | 493        | 123        |
| 2004                                                                            | 303 365              | 319 332   | 95.0           | 232        | 184           | 48            | 1307                     | 15                   | 62         | 503        | 123        |
| 2010                                                                            | 318 876              | 346 604   | 92.0           | 218        | 175           | 43            | 1462                     | 30                   | 61         | 444        | 115        |
| 2014                                                                            | 344 800              | 377 900   | 91.2           | 213        | 165           | 48            | 1618                     | 39                   | 60         | 410        | 115        |
| 2017                                                                            | 318 300              | 357 700   | 89.0           | 207        | 163           | 44            | 1537                     | 39                   | 48         | 375        | 115        |
| 2020                                                                            | 317 000              | 356 300   | 89.0           | 191        | 153           | 38            | 1659                     | 55                   | 42         | 337        | 115        |
| 2022                                                                            | 285 800              | 358 500   | 79.7           | 171        | 136           | 35            | 1671                     | 58                   | 40         | 343        | 115        |
| Fuente: Catholic-Hierarchy, que a su vez toma los datos del Anuario Pontificio. |                      |           |                |            |               |               |                          |                      |            |            |            |

## Episcopologio
- San Gaudencio †
- Stemnio † (mencionado en 313)
- Eutichio? † (mitad del siglo IV)[nota 1]
- Giovanni I † (antes de 492/496-después de 502)[6]
- Stefano I † (antes de 551-después de 553)[7]
- Castorio † (antes de enero de 592-antes de mayo de 599 renunció)[8]
  - Leonzio (593-599?)[nota 2]
- Giovanni II † (julio de 599-después de 603)[9]
- Paolo † (mencionado en 680)
- Agnello † (mencionado en 743)
- Tiberio † (mencionado en 769)
- Stefano II † (mencionado en 826)
- Giovanni III † (mencionado en 861)
- Delto † (antes de 876-después del 885)
- Sergio † (905-950)[nota 3]
- Giovanni IV † (antes de 967-después de 968)
- Uberto I † (mencionado en 996)
- Giovanni V † (mencionado en 998)
- Uberto II † (antes de 1005-después de 1015)
- Monaldo † (antes de 1024-después de 1041)
- Uberto III † (antes de 1053-después de 1065)
- Opizone † (antes de 1069-después de 1102)
- Ranieri † (antes de 1122-1158 falleció)
- Alberico † (1158-circa 1177 falleció)
- Zuzolino † (1177-1184)
- Ruffino † (antes de noviembre de 1186-antes de marzo de 1192 falleció)[10]
- Ugo † (circa de octubre de 1193-1203 falleció)
- Bonaventura Trissino † (antes de abril de 1204-1230 renunció)
- Bennone † (antes de junio de 1230-1242 falleció)
- Gualtiero † (mencionado en 1243)
- Ranerio † (mencionado en 1244)
- Ugolino † (1245-1249 falleció)
  - Ottaviano degli Ubaldini † (1249-1250) (administrador apostólico)
- Algisio da Rosciate, O.P. † (1250-11 de febrero de 1251 nombrado obispo de Bérgamo)
- Giacomo † (1251-1261)
- Ugo † (1262-1264 falleció)
- Ambrogio, O.P. † (5 de octubre de 1265-1277 falleció)
- Guido da Caminate † (1278-1300 falleció)
- Lorenzo Balacchi, O.P. † (1300-1303 falleció)
- Federico Balacchi † (30 de agosto de 1303-1321 falleció)
- Francesco Silvestri † (25 de mayo de 1321-15 de marzo de 1323 nombrado obispo de Florencia)
- Girolamo Physicus, O.P. † (15 de marzo de 1323-marzo de 1328 falleció)
- Federico † (21 de octubre de 1328-1329 falleció)
- Guido da Baisio † (11 de octubre de 1329-29 de febrero de 1332 nombrado obispo de Ferrara)
- Alidosio Alidosi † (29 de febrero de 1332-1353 falleció)
- Andrea, O.E.S.A. † (30 de octubre de 1353-1362 falleció)
- Angelo Toris † (19 de diciembre de 1362-junio de 1366 falleció)
- Geraldo Gualdi † (6 de abril de 1366-1366 falleció)
- Berardo Bonneval † (13 de noviembre de 1366-10 de febrero de 1371 nombrado obispo de Spoleto)
  - Ugolino Malabranca, O.E.S.A. † (10 de febrero de 1371- de noviembre de 1373 falleció) (administrador apostólico)
- Leale Malatesta † (10 de enero de 1374-septiembre de 1400 falleció)
- Bartolomeo Barbati † (22 de septiembre de 1400-circa de abril de 1407 falleció)
- Bandello Bandelli † (14 de mayo de 1407-octubre de 1416 falleció)
- Girolamo Leonardi, O.E.S.A. † (10 de enero de 1418-27 de septiembre de 1435 falleció)
  - Antonio Correr, C.R.S.G.A. † (10 de octubre de 1435-21 de noviembre de 1435 renunció) (administrador apostólico)
- Cristoforo di San Marcello † (21 de noviembre de 1435-18 de septiembre de 1444 nombrado arzobispo de Siena)
- Bartolomeo Malatesti † (9 de junio de 1445-5 de junio de 1448 falleció)
- Jacopo Vagnucci † (10 de junio de 1448-27 de octubre de 1449 nombrado obispo de Perugia)
- Lodovico Grassi † (27 de octubre de 1449-junio de 1450 falleció)
- Egidio da Carpi † (1 de julio de 1450-4 de mayo de 1472 renunció)
- Bartolomeo Coccapani † (4 de mayo de 1472-agosto de 1485 falleció)
- Giovanni Rosa[11] † (16 de septiembre de 1485-25 de agosto de 1488 falleció)
- Giacomo Passarelli † (17 de septiembre de 1488-septiembre de 1495 falleció)
  - Oliviero Carafa † (31 de octubre de 1495-13 de septiembre de 1497 renunció) (administrador apostólico)
- Gianvincenzo Carafa † (13 de septiembre de 1497-31 de mayo de 1505 nombrado arzobispo de Nápoles)
- Simone Bonadies † (10 de febrero de 1511-18 de enero de 1518 falleció)
- Fabio Cerri dell'Anguillara † (24 de enero de 1518-marzo de 1528 falleció)
  - Franciotto Orsini † (23 de marzo de 1528-7 de abril de 1529) (administrador apostólico)
  - Antonio Maria Ciocchi del Monte † (7 de abril de 1529-24 de mayo de 1529 renunció) (administrador apostólico)
- Ascanio Parisani † (24 de mayo de 1529-3 de abril de 1549 falleció)
- Giulio Parisani † (3 de octubre de 1550-21 de marzo de 1574 falleció)
- Giovanni Battista Castelli † (29 de marzo de 1574-22 de agosto de 1583 falleció)
- Vincenzo Torfanini † (28 de noviembre de 1584-13 de febrero de 1591 falleció)
- Giulio Cesare Salicini † (5 de abril de 1591-11 de octubre de 1606 falleció)
- Berlingerio Gessi † (13 de noviembre de 1606-20 de noviembre de 1619 renunció)
- Cipriano Pavoni, O.S.B. † (20 de noviembre de 1619-marzo de 1627 falleció)
- Angelo Cesi † (19 de julio de 1627-20 de septiembre de 1646 falleció)
- Federico Sforza † (19 de noviembre de 1646-26 de junio de 1656 renunció)
- Tommaso Carpegna, C.R. † (26 de junio de 1656-septiembre de 1657 falleció)
- Marco Galli † (13 de junio de 1659-24 de julio de 1683 falleció)
  - Sede vacante (1683-1687)
- Domenico Maria Corsi † (7 de julio de 1687-6 de noviembre de 1697 falleció)
- Gianantonio Davia † (10 de marzo de 1698-7 de diciembre de 1726 renunció)
- Renato Massa † (16 de diciembre de 1726-13 de julio de 1744 falleció)[nota 4]
- Alessandro Giuccioli † (21 de junio de 1745-13 de mayo de 1752 falleció)
- Marco Antonio Zollio † (25 de septiembre de 1752-26 de julio de 1757 falleció)
- Giovan Battista Stella † (19 de diciembre de 1757-17 de diciembre de 1758 falleció)
- Ludovico Valenti † (24 de septiembre de 1759-18 de octubre de 1763 falleció)
- Francesco Castellini † (19 de diciembre de 1763-11 de mayo de 1777 falleció)
- Andrea Antonio Silverio Minucci † (15 de diciembre de 1777-20 de septiembre de 1779 nombrado arzobispo de Fermo)
- Vincenzo Ferretti † (20 de septiembre de 1779-18 de junio de 1806 falleció)
- Gualfardo Ridolfi † (18 de septiembre de 1807-9 de septiembre de 1818 falleció)
- Giovanni Francesco Guerrieri † (27 de septiembre de 1819-12 de enero de 1822 renunció)
  - Giovanni Marchetti (13 de enero de 1822-24 de mayo de 1824) (vicario apostólico)
- Ottavio Zollio † (24 de mayo de 1824-2 de abril de 1832 falleció)
- Francesco Gentilini † (15 de abril de 1833-18 de diciembre de 1844 renunció[nota 5])
- Salvatore Leziroli † (20 de enero de 1845-1 de octubre de 1860 falleció)
  - Sede vacante (1860-1863)
- Luigi Clementi † (21 de diciembre de 1863-30 de enero de 1869 falleció)
  - Sede vacante (1869-1871)
- Luigi Paggi † (27 de octubre de 1871-29 de septiembre de 1876 renunció[nota 6])
- Luigi Raffaele Zampetti † (29 de septiembre de 1876-23 de noviembre de 1878 falleció)
- Francesco Battaglini † (28 de febrero de 1879-3 de julio de 1882 nombrado arzobispo de Bolonia)
- Alessandro Chiaruzzi † (3 de julio de 1882-4 de enero de 1891 falleció)
- Domenico Fegatelli † (1 de junio de 1891-17 de diciembre de 1900 renunció[nota 7])
- Vincenzo Scozzoli † (17 de diciembre de 1900-9 de febrero de 1944 falleció)
- Luigi Santa, I.M.C. † (17 de julio de 1945-18 de mayo de 1953 falleció)
- Emilio Biancheri † (7 de septiembre de 1953-17 de diciembre de 1976 renunció)
- Giovanni Locatelli † (22 de febrero de 1977-12 de noviembre de 1988 nombrado obispo de Vigevano)
- Mariano De Nicolò † (8 de julio de 1989-3 de julio de 2007 retirado)
- Francesco Lambiasi (3 de julio de 2007-17 de noviembre de 2022 retirado)
- Nicolò Anselmi, desde el 17 de noviembre de 2022